# 알바로 가르시아 리네라
알바로 가르시아 리네라(스페인어: Álvaro Marcelo García Linera 알바로 마르셀로 가르시아 리네라[*], 1962년 10월 19일~)는 볼리비아의 정치인이다. 에보 모랄레스의 러닝메이트로 출마해 부통령에 당선되었으며, 2006년 1월 22일부터 볼리비아의 부통령을 맡고 있다. 2019년 11월 10일 부정선거 파문으로 인해 부통령직을 동반 사퇴했다.

## 역대 선거 결과
| 선거명      | 직책명            | 대수 | 정당           | 득표율 | 득표수      | 결과 | 당락 |
| ----------- | ----------------- | ---- | -------------- | ------ | ----------- | ---- | ---- |
| 2005년 선거 | 볼리비아의 부통령 | 38대 | 사회주의운동당 | 53.74% | 1,544,374표 | 1위  |      |
| 2009년 선거 | 볼리비아의 부통령 | 38대 | 사회주의운동당 | 64.22% | 2,943,209표 | 1위  |      |
| 2014년 선거 | 볼리비아의 부통령 | 38대 | 사회주의운동당 | 61.36% | 3,173,304표 | 1위  |      |
| 2019년 선거 | 볼리비아의 부통령 | 38대 | 사회주의운동당 | 47.08% | 2,889,359표 | 1위  |      |

### 알바로 가르시아 리네라의 연설과 기사
- Indianismo and Marxism: The mismatch of two revolutionary rationales, Links, 2005
- "Neo-liberalism and the New Socialism – Speech by Alvaro Garcia Linera", Political Affairs, January-February 2007
- Catastrophic equilibrium and point of bifurcation, Bolivia Rising, May 2008